# Ozias (Vorname)
Ozias (altgriechisch: Οζιας) ist ein männlicher Vorname.

## Herkunft und Bedeutung
Der Vorname ist eine Form von Uzziah und wurde im griechischen und lateinischen Alten Testament verwendet. Uzziah wiederum bedeutet auf Hebräisch Meine Kraft ist Jahweh, ausgehend von den Wurzeln עֹז ('oz), was Stärke, Kraft bedeutet, und יָה (yah), was sich auf den hebräischen Gott bezieht. Dies ist der Name mehrerer Personen des Alten Testaments, darunter eines Königs von Judäa.
Varianten von Ozias sind Azaziah, 'Azazyahu, 'Uzziyyah, 'Azazyahu, Ozazias und Azazias. 

## Bekannte Namensträger
- Ozias M. Hatch (1814–1893), US-amerikanischer Geschäftsmann und Politiker
- Ozias Humphry (1742–1810), englischer Maler